# キリストの埋葬 (ティツィアーノ)
『キリストの埋葬』（キリストのまいそう、仏: Le Transport du Christ vers le tombeau、英: The Entombment of Christ）は、イタリア・ルネサンスのヴェネツィア派の巨匠ティツィアーノ・ヴェチェッリオが1520年ごろ、キャンバス上に油彩で制作した絵画である。『新約聖書』の「マタイによる福音書」を初めすべての「福音書」 (27章 57-61) に記述されているイエス・キリストの埋葬を描いているが、ティツィアーノが明らかに意識しているラファエロの『キリストの埋葬』 (ボルゲーゼ美術館) 同様、キリストの遺体の墓への移送の場面が表されている。深い悲劇性に富む画家の初期の宗教画の傑作のうちの1つであり、劇的な明暗法は後年の作品を十分に予期させる。現在、パリのルーヴル美術館に所蔵されている。なお、ティツィアーノが後年の1559年に制作した『キリストの埋葬』と1572年制作の同主題作がマドリードのプラド美術館に所蔵されている。

## 歴史

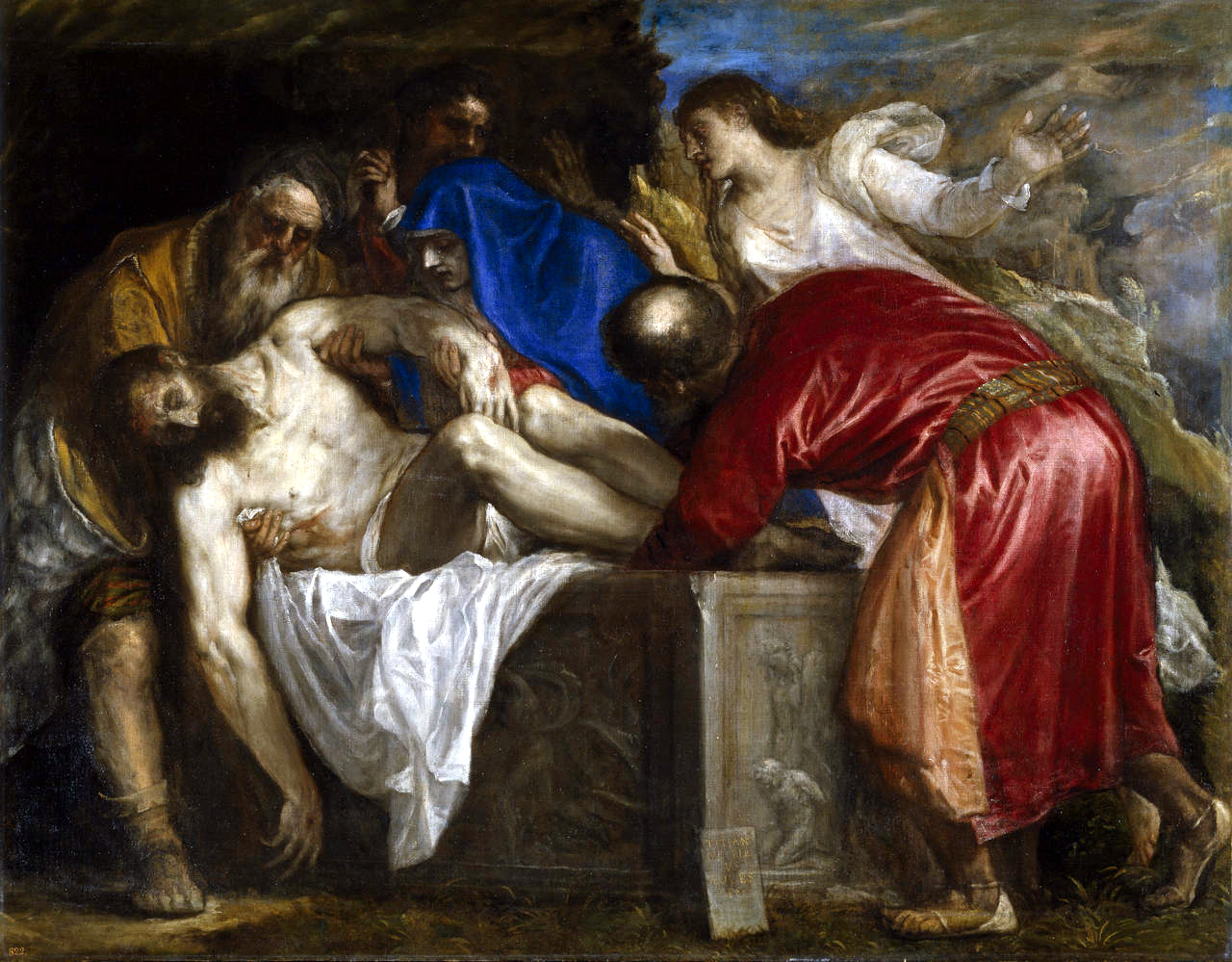
ティツィアーノ『キリストの埋葬』 (1559年)、プラド美術館、マドリード

この作品はマントヴァのゴンザーガ家のコレクションにあったが、1627年にチャールズ1世 (イングランド王) に購入された。王が処刑された後、作品はオリヴァー・クロムウェルにより競売に付された。その結果、パリの銀行家エバーハルト・ジャバッハが購入し、1662年にルイ14世の手中に入った。
批評家は伝統的に本作の制作年を1525年ごろとしているが、それは1525年以前に作品が記録されていないからである。ゴンザ―ガ家に委嘱されたものだとしても、本作は彼らの手紙に言及されておらず、イザベラ・デステにもフェデリコ2世・ゴンザーガにもつながらないが、ゴンザーガ家によっティツィアーノに委嘱された最初の絵画のうちの1点であると考えられている。1523年2月2日、フェデリコ2世は、叔父のアルフォンソ1世・デステにフェラーラでのいかなる絵画制作からもティツィアーノを解放するために手紙で要請している。
おそらくティツィアーノにより署名された本作の複製がトリジャーニ (Torrigiani) 家のコレクションにある。

## 作品
キリストの遺体は3人の男によって墓へと運ばれている。ニコデモは遺体の肩を、アリマタヤのヨセフは脚を、福音書記者聖ヨハネ (その顔には亡き画家ジョルジョーネの面影が投影しているといわれている) は腕を持っている。彼らの背後の左側には悲嘆する聖母マリアがおり、マグダラのマリアに支えられている。作品はキリストの遺体を強調する三角形 (アーチ型) 構図となっている。3人の男たちがその緊密な構図を形成し、ヨセフをのぞく4人の視線と身振りがキリストに集中することにより悲劇的な緊張感が高められている。
ティツィアーノはまた、右側に運ばれている遺体のダイナミックな動きを示すために射しこむ光の方向を利用している。光と影の対比は、画面の中心となっているキリストの遺体の上で最も激しい。画家は、キリストの顔は敢えて影で覆い隠しており、それが場面の劇的な効果を高めている。鑑賞者の視線は、キリストの脚と布の上の光の部分から上半身の影の部分へと誘われる。影は墓の暗さの予兆であり、作品の主題である「死」の象徴なのである。
このような光と影の対比に加え、本作には「色彩の錬金術」といわれたティツィアーノの作品の特徴がよく表されている。キリストを包む布の白色、男たちの衣服の赤色や緑色、夕暮れの茜色などの明るく輝かしい色彩は効果的である。
作品は悲劇を描いているが、古代ギリシアローマのレリーフの自然さと流動性を示している。このような質の点で、本作は同主題のポントルモやロッソ・フィオレンティーノの作品と比較できる。彼らは、ティツィアーノの作品の古典的特質を強調した。